# Achim Szymanski
Achim Szymanski (* 4. September 1959 in Herzogenrath) ist ein deutscher Creative Director und Schriftsteller.

## Leben
Achim Szymanski studierte Kunstgeschichte und Germanistik in Aachen. Ab 1982 lieferte er Beiträge für die Satirezeitschrift „Titanic“, deren Redaktion er von 1983 bis 1985 angehörte. Von 1986 bis 1992 arbeitete als Creative Director für eine Münchner Werbeagentur; danach war er abwechselnd freiberuflich und als Angestellter in verschiedenen Agenturen tätig.
Neben seiner Arbeit in der Werbebranche ist Szymanski aktiv als Ghostwriter (vor allem für Thomas Gottschalk) und Drehbuchautor für Unterhaltungssendungen in Rundfunk und Fernsehen; außerdem schreibt er für Zeitungen und Zeitschriften. In Buchform erschien von ihm eine Reihe von Fachbüchern, literarischen und satirischen Werken, darunter die Fortsetzungsroman-Parodie „Halt durch, Steffi!“ und ein auf Helgoland spielender Kriminalroman.
Achim Szymanski, der dem Art Directors Club Deutschland angehört, erhielt zahlreiche Auszeichnungen für seine Werbe-Arbeiten (Texte, Rundfunk- und Fernseh-Werbespots sowie Kampagnen), unter anderem für die Funk- und TV-Spots mit „Frau Bratbecker“.

## Werke
- Halt durch, Steffi!, Haffmans-Verlag, Zürich, 1986
- Oh lala Fontaine, Comicon-Verlag, Garching, 1990 (zusammen mit Rudi Hurzlmeier)
- Der Werbe-Rabe, Haffmans-Verlag, Zürich, 1996 (zusammen mit Gerd Stahlschmidt)
- Helgoland oder Tausend Jahre ohne Hose, Goldmann-Verlag, München, 1996
- Mein kurzes Leben, München 2003 (zusammen mit Hubertus Hamm)
- Glückwunsch! Die besten Jahre kommen noch, Verlag Antje Kunstmann, München, 2006
- Jenseitsreisen, Droemer-Knaur, München, 2008
- Ich hol Euch da raus, Ullstein, Berlin, 2010
- Post von ganz oben, Ullstein, Berlin, 2011